# As Long as They're Happy
As Long as They're Happy is een Britse filmkomedie uit 1955 onder regie van J. Lee Thompson.

## Verhaal
Gwen Bentley is de dochter van een effectenmakelaar uit Wimbledon in Engeland. Ze kan de Amerikaanse zanger Bobby Denver overreden om op bezoek te komen bij haar familie. Alle vrouwen in het gezin vallen als een blok voor hem. De vader van Gwen haalt er een psychiater bij.

## Rolverdeling
| Acteur           | Personage             |
| ---------------- | --------------------- |
| Jack Buchanan    | John Bentley          |
| Janette Scott    | Gwen Bentley          |
| Jeannie Carson   | Pat Bentley           |
| Brenda de Banzie | Stella Bentley        |
| Susan Stephen    | Corinne Bentley       |
| Jerry Wayne      | Bobby Denver          |
| Diana Dors       | Pearl Delaney         |
| Hugh McDermott   | Barnaby Brady         |
| David Hurst      | Dr. Hermann Schneider |
| Athene Seyler    | Mevrouw Arbuthnot     |
| Joan Sims        | Linda                 |
| Nigel Green      | Peter Pember          |
| Dora Bryan       | May                   |
| Gilbert Harding  | Zichzelf              |
| Joan Hickson     | Serveerster           |